# Iathrippa capensis
Iathrippa capensis är en kräftdjursart som först beskrevs av Barnard1914.  Iathrippa capensis ingår i släktet Iathrippa och familjen Janiridae. Inga underarter finns listade i Catalogue of Life.